# 90396 Franklopez
90396 Franklopez este un asteroid din centura principală de asteroizi.

## Descriere
90396 Franklopez este un asteroid din centura principală de asteroizi. A fost descoperit pe 16 decembrie 2003 din Munții Santa Catalina de Richard Erik Hill. Asteroidul prezintă o orbită caracterizată de o semiaxă mare de 2,57 ua, o excentricitate de 0,09 și o înclinație de 10,6° în raport cu ecliptica.